# Quettehou (commune déléguée)
Ne pas confondre avec la commune nouvelle de Quettehou.
Quettehou (prononcé [ketu] ou [kɛtu]) est une ancienne commune française, située dans le département de la Manche en région Normandie.
Le 1er janvier 2019, elle fusionne avec sa voisine Morsalines au sein de la commune nouvelle de Quettehou. L'ancien territoire prend alors le statut administratif de commune déléguée qu'il perd le 25 mai 2020.

## Géographie
Quettehou est une bourgade située à la pointe nord-est de la péninsule du Cotentin au cœur du Val de Saire entre la baie de Morsalines ou le « Cul de loup » et le bois du Rabey. Elle est bordée à l'est par Saint-Vaast-la-Hougue et la mer de la Manche, au sud par Morsalines et Crasville, au sud-ouest par Octeville-l'Avenel et Videcosville, à l'ouest par Teurthéville-Bocage et au nord par La Pernelle.

### Hydrographie
Quettehou est située en dehors des bassins hydrographiques de la Sinope et de la Saire et possède ses propres fleuves côtiers dont le principal est le Vaupreux.

## Toponymie
Le nom de la localité est attesté sous les formes Chetellehou en 1042,, Chetehol en 1080 et 1081, Chetehoil en 1080 et 1082, Chetehulmum en 1066 et 1083, Ketelhou ou Kethehou en 1214, Kathéou au XIVe siècle, Katehumus sans date.

## Histoire

### Moyen Âge
À l'origine, le village du Rivage était un petit groupe d'habitations sur la côte. À la suite des invasions germaniques, Ysemberville — le village d'Isambert — est établi à l'orée de la forêt. À la fin du IXe siècle, Kétil Flatnes, roi des Hébrides, installa une de ses bases sur la colline où se dresse maintenant l'église. Les Vikings donnèrent au village qu'ils bâtirent le nom de leur chef, Kétilsholm.
En 1086, Mathilde, femme de Guillaume le Conquérant, fait don à l'abbaye de la Trinité de Caen de la baronnie de Quettehou. Orderic Vital, nous raconte que quand Henri Ier Beauclerc, reçu la baronnie de Quettehou avec tout le Cotentin, il fit travailler au château qu'il destinait à ses soldats les paysans du domaine que possédait en ce lieu l'abbaye Sainte-Trinité de Caen. En 1214, Hugues de Morville confie le patronage de l'église, avec les deux tiers des dîmes, à l'abbaye de Fécamp, qui acquiert la haute justice à Quettehou, l'autre tiers est attribué au chapitre de la cathédrale de Coutances.
La paroisse médiévale, comme sa voisine Saint-Vaast-la-Hougue était un fief de l'abbaye de Fécamp.
Le 12 juillet 1346, Édouard III, roi d'Angleterre, débarqué le matin à Saint-Vaast-la-Hougue, arma chevalier dans l'église son fils aîné Édouard, prince de Galles dit « le Prince noir », en raison de son armure. Après ce sacre, il dévaste la ville ; c'est le début de la chevauchée d'Édouard III. Au XVe siècle, sous l'occupation anglaise et la prospérité venant, le village s'agrandit, pour occuper le bourg actuel, avec l'établissement d'un fort militaire à La Pernelle.

#### Légende
Selon une légende, saint Vigor accompagnait l'évêque d'Arras venu évangéliser le Val de Saire vers la fin du Ve siècle. Ce dernier devait résider dans la petite agglomération sur la colline au milieu de vastes forêts, qui deviendra le bourg de Quettehou, plus hospitalier que le littoral. Alors que les deux évangélistes traversent, sur un tronc d'arbre, le ruisseau séparant les futures paroisses de Quettehou et Saint-Vaast, Vigor laissa passer son maître, et par une feinte maladresse renverse la passerelle improvisée, et de ce fait s'installa à Quettehou.

### Temps modernes
En 1567, Arthur de Mons, écuyer, sieur de Tybouville, est taxé de 6 livres et 4 solz pour le fief de Thybosville dans le rôle des nobles et roturiers, au titre du ban et de l'arrière ban de la vicomté de Coutances, réalisé par Gilles Dancel, seigneur d'Audouville, lieutenant général du bailli de Cotentin, tenu à Coutances les 20-22 octobre. Le fief de Tybouville à Quettehou, qui valait un huitième de fief de haubert, était tenu du roi sous le fief de Montfarville.

### Époque contemporaine

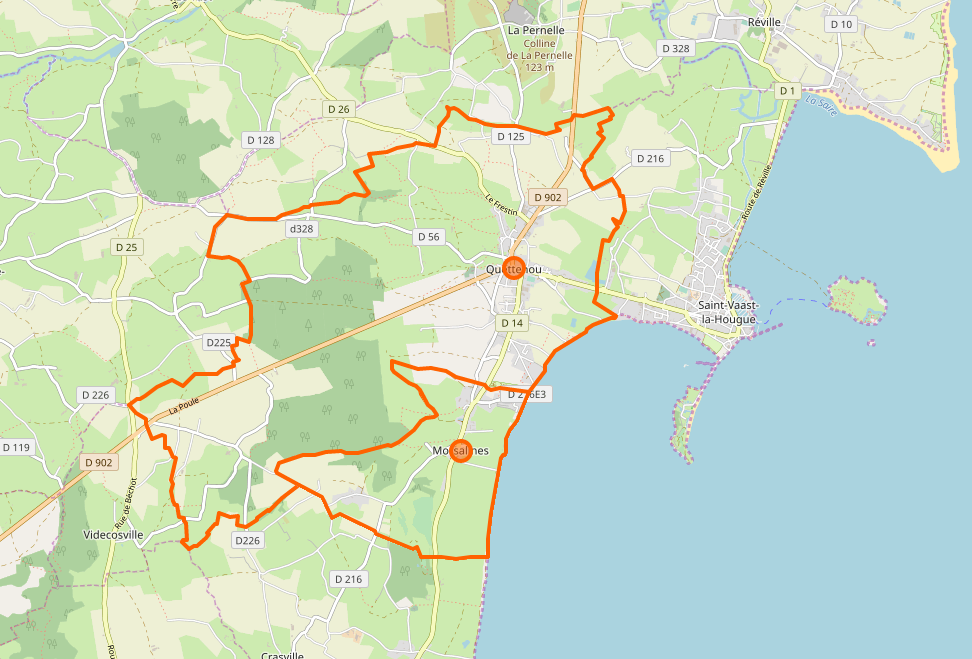
Carte de la commune nouvelle en 2019.

Un projet de commune nouvelle a été étudié en 2015 avec les communes de Crasville, Morsalines et Videcosville mais refusé par ces trois dernières. Un nouveau projet est proposé avec seulement la commune de Morsalines en 2018. Après un vote défavorable à Morsalines le 6 septembre (six voix contre trois pour), la maire Sandrine Mouchel-Revert avait décider d'envoyer sa lettre de démission mais le conseil de Morsalines s'est à nouveau réuni le 20 septembre avec l'approbation du projet (six voix pour, deux contre et une abstention). L'arrêté préfectoral de création de la commune nouvelle de Quettehou a été signé le 20 décembre 2018 pour une fusion effective au 1er janvier 2019, les anciennes communes de Morsalines et Quettehou deviennent des communes déléguées du 1er janvier 2019 au 25 mai 2020.

## Politique et administration

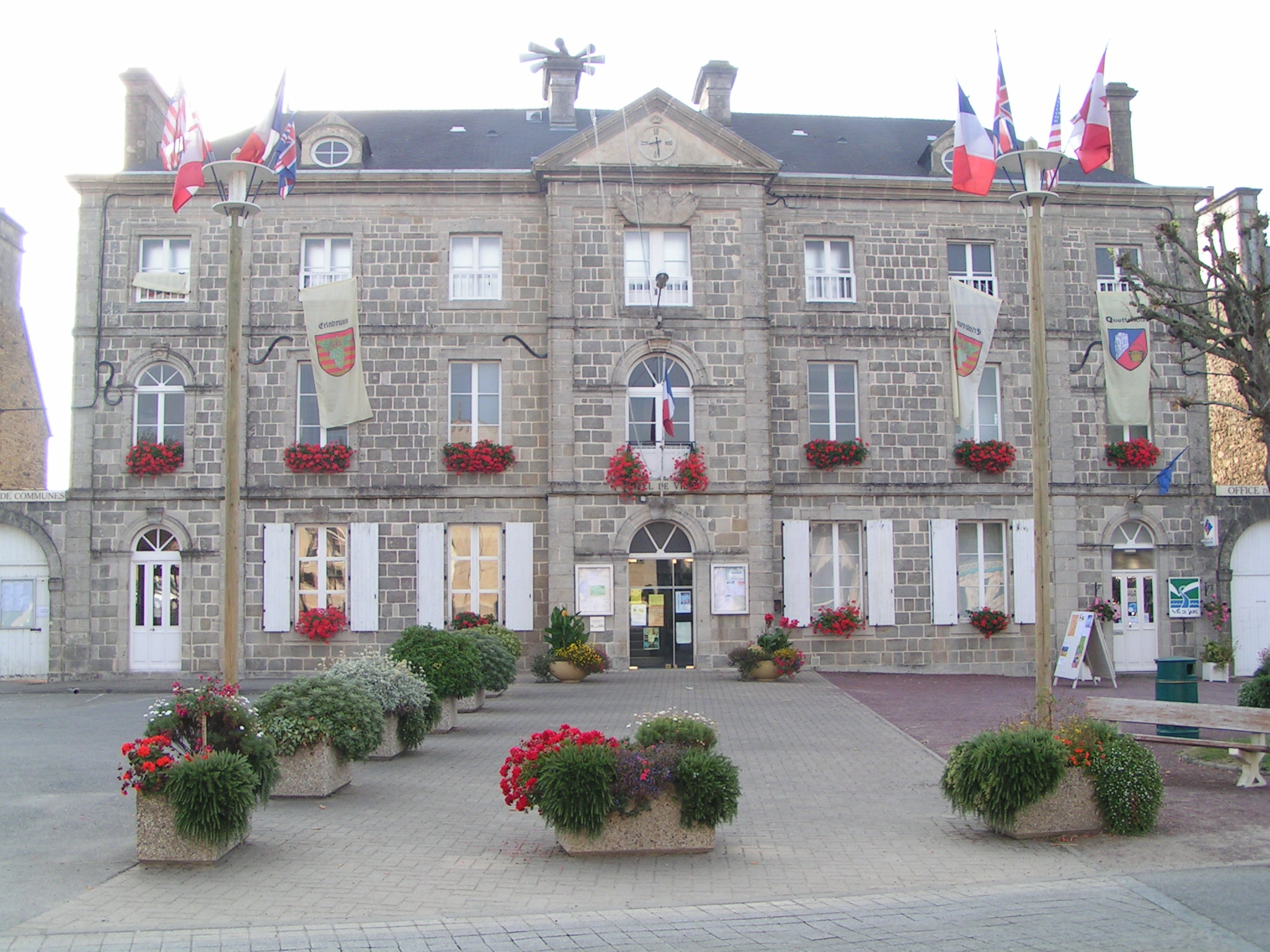
La mairie.

### Liste des maires
| Période                                  | Période  | Identité               | Étiquette | Qualité                      |
| ---------------------------------------- | -------- | ---------------------- | --------- | ---------------------------- |
| 1805                                     | 1807     | Charles Gilles Vigot   |           | Notaire                      |
| 1808                                     | 1840     | Thomas Louis Viel      |           |                              |
| 1840                                     | 1840     | Jean Quentin           |           |                              |
| 1840                                     | 1848     | Louis Le Chevalier     |           |                              |
| 1848                                     | 1876     | Eugène Duclouet        |           | Notaire                      |
| 1926                                     | 1945     | Alexandre Lecarpentier |           |                              |
| 1945                                     | 1945     | Henri Tournaille       |           | Menuisier-ébéniste           |
| 1945                                     | 1947     | Raymond Lefèvre        |           | Agriculteur                  |
| 1947                                     | 1950     | Henri Féquet           |           |                              |
| 1950                                     | 1977     | René Mortain           |           | Assureur                     |
| 1977                                     | 1988     | Georges Bonnemains     |           | Retraité de l'armée de l'air |
| 1988                                     | 1995     | Jean-Baptiste Bouché   |           | Commercial                   |
| 1995                                     | 2008     | Charles Poisson        |           | Retraité de l'armée de l'air |
| 2008                                     | mai 2020 | Jean-Pierre Lemyre     |           | Retraité de la défense       |
| Les données manquantes sont à compléter. |          |                        |           |                              |

### Jumelages
Quettehou est jumelée avec :
- Erlabrunn (Allemagne).

## Population et société
Les habitants sont appelés les Quettehouais.

### Démographie
En 2018, la commune comptait 1 584 habitants. Depuis 2004, les enquêtes de recensement dans les communes de moins de 10 000 habitants ont lieu tous les cinq ans (en 2008, 2013, 2018, etc. pour Quettehou (commune déléguée)) et les chiffres de population municipale légale des autres années sont des estimations.
Quettehou a compté jusqu'à 1 814 habitants en 1821.
| 1793  | 1800  | 1806  | 1821  | 1831  | 1836  | 1841  | 1846  | 1851  |
| ----- | ----- | ----- | ----- | ----- | ----- | ----- | ----- | ----- |
| 1 582 | 1 291 | 1 675 | 1 914 | 1 812 | 1 807 | 1 734 | 1 640 | 1 700 |

| 1856  | 1861  | 1866  | 1872  | 1876  | 1881  | 1886  | 1891  | 1896  |
| ----- | ----- | ----- | ----- | ----- | ----- | ----- | ----- | ----- |
| 1 600 | 1 598 | 1 531 | 1 436 | 1 380 | 1 327 | 1 297 | 1 238 | 1 258 |

| 1901  | 1906  | 1911  | 1921  | 1926  | 1931  | 1936  | 1946  | 1954  |
| ----- | ----- | ----- | ----- | ----- | ----- | ----- | ----- | ----- |
| 1 186 | 1 170 | 1 104 | 1 039 | 1 029 | 1 042 | 1 093 | 1 202 | 1 091 |

| 1962  | 1968  | 1975  | 1982  | 1990  | 1999  | 2008  | 2013  | 2018  |
| ----- | ----- | ----- | ----- | ----- | ----- | ----- | ----- | ----- |
| 1 091 | 1 134 | 1 163 | 1 336 | 1 395 | 1 475 | 1 564 | 1 586 | 1 584 |

### Sports
Le Football Club du Val de Saire fait évoluer deux équipes de football en divisions de district.

## Culture locale et patrimoine

### Lieux et monuments

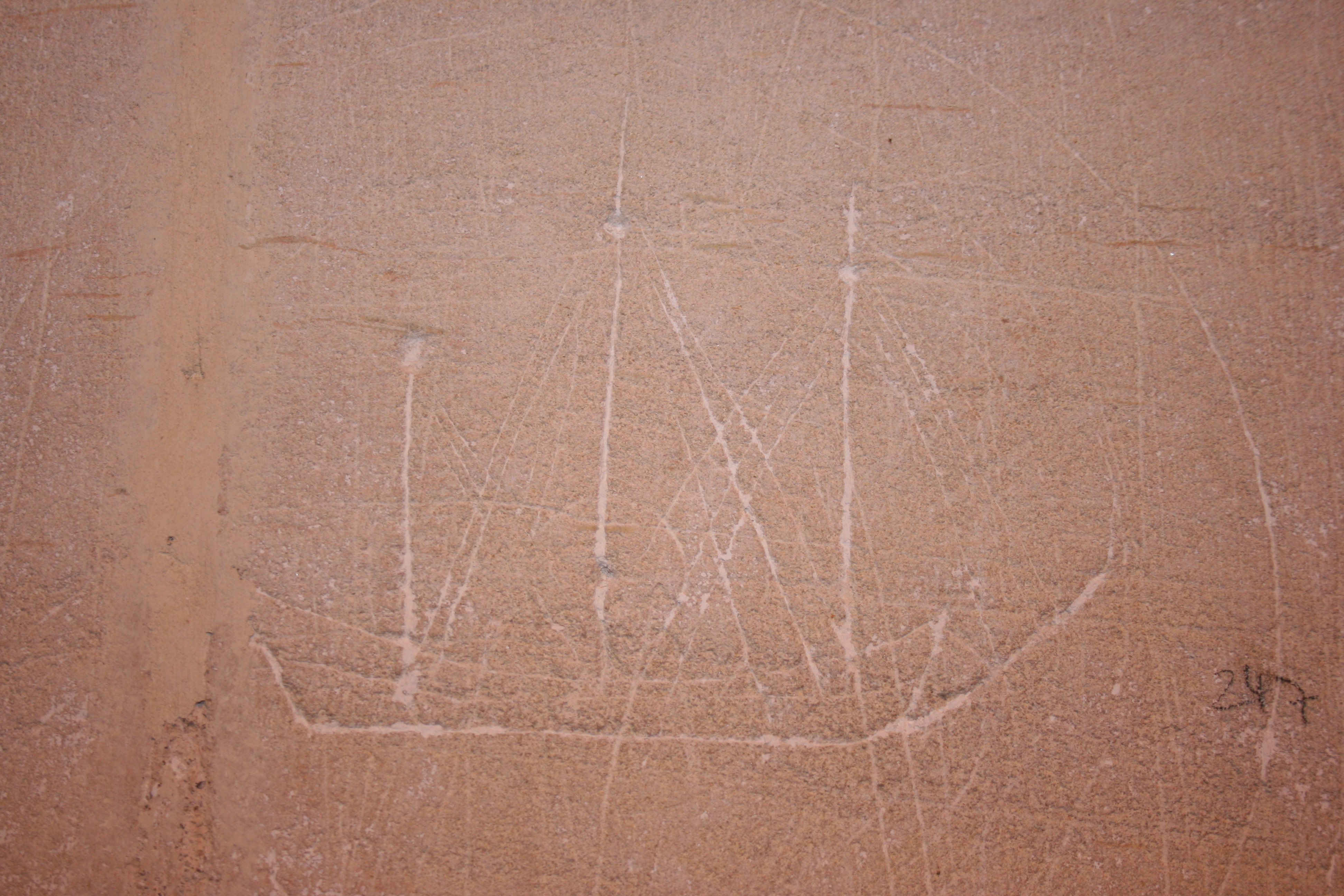
Graffiti marin dans l'église de Quettehou.

- Église Saint-Vigor, dédiée à l'évêque de Bayeux du même nom. Elle fut bâtie au XIIe siècle et terminée au XIIIe siècle. Le clocher fut construit de 1485 à 1498. À l'entrée du chœur se trouve une chapelle bâtie entre 1612 et 1616 en l'honneur de saint Jean-Baptiste. Cette chapelle est maintenant dédiée à la « bienheureuse Mère Placide Viel » (1815-1877) qui a été béatifiée dans la basilique Saint-Pierre de Rome le 6 mai 1951. Sur les piliers du bas-côté sont gravés de nombreux graffitis datant de la bataille de la Hougue. L'église qui dépend aujourd'hui de la paroisse Sainte-Thérèse-du-Val-de-Saire et qui fait partie du doyenné de Valognes-Val-de-Saire est classée au titre des monuments historiques par arrêté du 11 octobre 1971[20]. Elle abrite un Christ en croix des environs de 1600 et une statue de sainte Anne du XVIIe siècle, classées au titre objet[21] ainsi qu'un christ de pitié du XVe, une Vierge à l'Enfant du XVe[22].
- Chapelle Notre-Dame de Grâce sur les fondations de l'ancienne église d'Isamberville. Elle abrite une statue de saint Denis portant sa tête[23].
- Croix de cimetière (XIXe siècle), croix Chandeleur (XVIIe siècle).
- Manoir de Thybosville : possession de la famille Herbert, un André Herbert, écuyer, est seigneur de Thybosville. Il passe à la famille de Mons, en 1581, à la suite du mariage de la fille unique et héritière d'André, Françoise Herbert avec Arthur de Mons, écuyer, fils de Jean de Mons, aussi écuyer, seigneur de Saint-Louet, Regnoufmesnil en Magneville, et de Guillemette de Sainte-Mère-Église. La famille de Mons conservera le manoir jusqu'en 1658. Marie-Thérèse de Mons avait épousé le frère d'Anne-Marie Davy d'Amfreville qui le fait passer à la famille d'Avice à la suite de son mariage avec Jacques Richard Avice. Les Avice le conserveront jusqu'à la Révolution[24], époque où il est brûlé. Il en subsiste notamment une entrée double en arcade en plein cintre, pourvue d'un contrefort, faisant fonction de petit fortin percé de meurtrières[25], et quelques communs[26]. Selon Salch, un château est cité dès le XIIe siècle, et Saint Louis y aurait séjourné, par amitié pour Thybosville. L'édifice, dont il reste quelques pans de mur, a été ruiné à la Révolution[27].

Parmi les anecdotes liées au domaine, on peut citer celle de Marie de Thybosville, femme de Jean de Carrouges chambellan du comte d'Alençon qui accusa, à cause d'une fâcheuse ressemblance, Jacques Legris, écuyer normand, de l'avoir déshonorée. Le 22 décembre 1386, à Paris, devant le roi, Carrouges tua Legris dans un duel judiciaire. Le vrai coupable finit par être arrêté, innocentant à titre posthume Legris. Marie ne se pardonna jamais de sa méprise et quand elle apprit la mort de son époux partit en Orient combattre le sultan Bajazet aux côtés du roi de Hongrie, elle se fit religieuse pour faire pénitence.
- Le Grand Manoir, à l'entrée du hameau du Tronquet : il est à partir de 1710 la possession de la famille Béatrix de Mesnilraine, famille anoblie en 1454, à la suite de l'acquisition du manoir par Robert-Henri de Béatrix de Mesnilraine, originaire de Saint-Côme-du-Mont et résidant à Valognes, écuyer, fils de Jean-Antoine de Béatrix de Mesnilraine et de Jeanne Noël, et époux de Jeanne Le Vallois, des mains de Floxel Cantel, écuyer, sieur de Vaugréard[28].
- Vestiges du manoir d'Ysamberville sur le rivage. À marée basse, on peut encore en découvrir le portail.
- Ferme-manoir du Val-Vacher (XVe – XIXe siècles).
- La Grande et la Petite Huberderie.
- L'ancienne halle aux grains. Reconstruite vers 1865, elle sert actuellement de salle des fêtes.
- Lavoir du Pont-Rasé restauré en 1999.
- Bois du Rabey, vestige de la forêt de Brix, et son « Arbre à la Fée », énorme chêne auquel est attachée la légende d'un paysan devenu riche pour avoir promis au diable de ne plus franchir le portail d'une église. Devenu ermite, il se serait nourri de racines et de fruits sauvages afin d'expier sa faute, et il se dit que la nuit de Noël, le tronc de l'arbre s'ouvre pour laisser passer la fée distribuer des pièces d'or[23].
- Jardin de la ferme de la Gervaiserie (2 500 m2).

Pour mémoire
- Oratoire aux lépreux[29].
- Château d'« Abilant », dit aussi du Mont-Haguais. Le site fortifié de hauteur[Note 3], cité par Wace au XIIe siècle et détruit par les Vikings, présente un mamelon sommital dominant le flanc d'un relief aménagé en terrasses[31].

### Personnalités liées à la commune
- Placide Viel (1815-1877), bienheureuse catholique, née dans un hameau de la commune.
- Alfred Mouchel né à Tamerville le 18 décembre 1905, décédé à Quettehou en 1989, éleveur et écrivain patoisant.

### Héraldique
| Blason à dessiner | Blason  | Taillé : au 1er d'azur à l'église du lieu d'argent mouvant du trait de partition, au 2e de gueules au chaudron d'or. |
| Blason à dessiner | Détails | Adopté en 1984 |
| Blason à dessiner | Alias   | D'argent à l'aigle de gueules becquée et armée d'or, à la bordure de sable chargée de douze besants aussi d'or. Ce blason est emprunté aux armoiries de la famille de Mons (subsistante), seigneurs de Thybosville à Quettehou aux XVIe – XVIIe siècles. |